# یواس‌اس نورفک (اس‌اس‌ان-۷۱۴)
یواس‌اس نورفک (اس‌اس‌ان-۷۱۴) (به انگلیسی: USS Norfolk (SSN-714)) یک زیردریایی است که طول آن ۱۱۰٫۳ متر (۳۶۱ فوت ۱۱ اینچ) می‌باشد. این زیردریایی در سال ۱۹۸۱ ساخته شد.